# Fotbollskanalen.se
Fotbollskanalen.se är en webbplats som tillhör TV4-Gruppen.
Fotbollskanalen.se hade sommaren 2018 omkring 1 miljon unika besökare per vecka (sommaren 2018) och bevakar Allsvenskan, Damallsvenskan, Superettan, Svenska herrlandslaget samt Damlandslaget, de stora ligorna i Europa, svenska utlandsproffs samt damfotboll. Sajten har flera korrespondenter som bloggar, bland annat från England, Italien, Spanien och Tyskland. 
Dessutom har fotbollskanalen.se många videoklipp på mål och annat från runt om i fotbollsvärlden och man lägger även ut de egna programmen som Fotbollskanalen Europa, Club Calcio, Fotbollsmåndag, Superlive samt Ekwall vs Lundh. Fotbollskanalen och Svenska Fotbollförbundet delar sedan 2009 ut Fotbollskanalens hederspris till en spelare eller ledare som gjort stora insatser för svensk fotboll.

## Historia
Redaktionen bakom webbplatsen är även inblandad i TV-programmet Fotbollskanalen Europa, vilket sänds på sena söndagskvällar i TV4 och på sajten, med Patrick Ekwall som programledare och Olof Lundh, Jesper Hussfelt samt Johanna Garå som experter. Anna Brolin är reserv om Ekwall är borta.

### Fotbollskanalen Europa
Fotbollskanalen Europa inriktar sig på de stora ligorna i Europa. Programmet sänds på söndagar i TV4. Programledare är Patrick Ekwall och experter är Olof Lundh, Jesper Hussfelt, Johanna Garå och ibland även Simon Bank. Efter programmet sänds Fergie Time. Där sitter samma personer och diskuterar olika händelser och ämnen, dessutom visar man alla svensk mål i de europeiska ligorna.

### Club Calcio
Club Calcio inriktar sig på Serie A och summerar varje omgång. Man går igenom alla matcher från omgången och visar målen. Dessutom diskuterar man matcherna som har spelats och den kommande kvällsmatchen som börjar 20.45. I kvällsmatchen spelar ofta topplag som Juventus, Milan, Inter och Napoli. Programledare är Jesper Hussfelt och experter är Martin Åslund, Marcus Birro, Thomas Nordahl och ibland även Simon Bank.

### Superlive
Superlive sänds bara på fotbollskanalen. Programmet har ett litet annat upplägg än de andra. Patrick Ekwall, Olof Lundh, Sveriges rikaste oddssättare Mikael Stålbom och en tillfällig gäst sitter och snackar fotboll i 3 timmar. Man sitter inte i någon studio utan på Harrys i olika städer.

### Europa League: Superlive
Europa League: Superlive är som man hör på namnet nästan som Superlive men inte riktigt. I Europa League: Superlive följer Jesper Hussfelt, Olof Lundh och Hasse Backe Europa League-matcherna och visar alla mål och målchanser när de kommer. De kommer direkt efter att de har hänt på riktigt. Europa League: Superlive kan pågå i mer än 4 timmar.

### Gol, gol, but
I Gol, gol, but visar man alla mål från varje omgång i Serie A, La Liga och Ligue 1. Gol står för Italien där det betyder mål, nästa gol står för Spanien där det också betyder mål och but betyder mål i Frankrike.